# زامبی‌های مارول
زامبی‌های مارول (انگلیسی: Marvel Zombies) یک مجموعه محدود کمیک پنج قسمتی از مارول کامیکس است که از دسامبر ۲۰۰۵ تا آوریل ۲۰۰۶ منتشر شد. نویسندهٔ این مجموعه رابرت کرکمن و طراح آن شان فیلیپس بود و آرتور سایدَم طراحی جلدها را بر عهده داشت. این مجموعه، نخستین عنوان در مجموعه زامبی‌های مارول به‌شمار می‌رود. داستان در جهانی موازی رخ می‌دهد که در آن، ابرقهرمانان به ویروسی آلوده شده‌اند که آن‌ها را به زامبی تبدیل کرده است. این داستان از رویدادهای خط داستانی متقاطع چهار شگفت‌انگیز نهایی منشأ می‌گیرد؛ جایی که نسخهٔ زامبی رید ریچاردز، همتای نهایی خود را فریب می‌دهد تا دریچه‌ای به دنیای زامبی‌ها باز کند، اما در نهایت این دریچه بسته می‌شود تا از ورود زامبی‌ها به دنیای اصلی جلوگیری شود.
پس از اقتباس این مجموعه کمیک در قسمت «چه می‌شد اگر… زامبی‌ها؟» از مجموعه انیمیشنی چه می‌شود اگر… ؟ در دیزنی پلاس، یک مینی‌سریال انیمیشنی با همین نام نیز در دست تولید است.